# Клином красным бей белых
«Клином красным бей белых» — пропагандистский плакат советского художника Эль Лисицкого, созданный им в технике литографии в 1919—1920 годах. Впервые был издан в 1920 году в Витебске Литиздатом Политуправления Запфронта (БССР). Один из оттисков 1920 года хранится в Российской государственной библиотеке. Оттиск 1966 года хранится в Музее Ван Аббе в Эйндховене (Нидерланды).

## Контекст
В мае 1919 года Лазарь Лисицкий приезжает преподавать в Витебск по приглашению Марка Шагала, организовавшего там в январе того же года народное художественное училище по системе свободных мастерских. В октябре Шагал послал Лисицкого за материалами в Москву, откуда он вернулся после утомительного восьмидневного путешествия вместе с Казимиром Малевичем, согласившемся на предложение Веры Ермолаевой учительствовать в Витебске: в нём не было перебоев с дровами и продовольствием, как в столице. Именно в Витебске Лисицкий берёт артистический псевдоним «Эль», а также становится последователем Малевича и истовым приверженцем супрематизма. В январе 1920 года Малевич, Ермолаева и Лисицкий со своими учениками объединяются в группу «Молпосновис» («Молодые последователи нового искусства»), которая вскоре переименовывается в «Посновис», а через месяц — в «Уновис». Поставив супрематическую беспредметность и агитационный потенциал своих произведений на службу советской власти, в 1919 году Лисицкий создаёт крайне политизированную литографию «Клином красным бей белых», которая была издана в 1920 году в Витебске Литиздатом Политуправления Запфронта. Количество напечатанных экземпляров неизвестно (тираж на плакате не указан), как и то, вывешен ли был плакат на улицах Витебска.

## Композиция
Плакат, удивительный по своей простоте, полон изобразительной символики и умело обыгрывает пустое и занятое объектами пространство: красный треугольник, символизирующий Красную армию, вклинивается в белый круг, сокрушая оборону антикоммунистических и империалистических сил Белой армии. Круг и клин были важнейшим мотивом в советском искусстве 1920-х годов, став олицетворением авангарда и графическим воплощением революционности. На чёрно-белом фоне видна надпись «Клином красным бей белых», являющаяся неотъемлемой частью композиции.

## Влияние
В 1990 году фирмой «Adidas» был подготовлен новый комплект формы для сборной команды СССР по футболу, дизайн которого был навеян, среди прочего, плакатом «Клином красным бей белых». Сборная СССР в 1991 году играла в этой форме в отборочном турнире чемпионата Европы 1992 года, в первой половине 1992 года в этой же форме товарищеские матчи проводила сборная СНГ, а во второй половине того же года свои первые матчи играла сборная России, в том числе против сборной Исландии в рамках отборочного турнира чемпионата мира 1994 года.
В 2017 году петергофский завод «Ракета» совместно с сербским кинорежиссёром Эмиром Кустурицей выпустил часы, оформление циферблата которых навеяно «Клином красным…».
В 2020 году в стиле плаката был оформлен один из комплектов игровой формы белорусского футбольного клуба «Витебск».